# Cmentarz wojenny w Młodziejowie
Cmentarz wojenny w Młodziejowie – cmentarz z I wojny światowej znajdujący się opodal wsi Młodziejów w województwie lubelskim, w powiecie świdnickim, w gminie Piaski.
Cmentarz ma kształt prostokąta o wymiarach około 32 × 32 m. Otoczony jest z 4 stron ogrodzeniem metalowym. Położony jest w bezpośrednim sąsiedztwie drogi Piaski – Krasnystaw. Od tej też strony znajduje się metalowa bramka wejściowa. Po jej obu stronach znajdują się zatarte mogiły zbiorowe. Jedynymi pozostałymi obiektami ziemnymi są dwa kopce (o wymiarach 9,5 × 4,5 m oraz 7,5 × 6 m). W środku cmentarza zachował się cokół kamienny nieistniejącego krzyża.
Na cmentarzu jest pochowanych 945 żołnierzy w grobach zbiorowych poległych w 27 lipca 1915:
- 457 żołnierzy austro-węgierskich m.in. z IR 62 i IR 98,
- 5 żołnierzy niemieckich,
- 187 rosyjskich m.in. z syberyjskich pułków piechoty.